# آرمادیلوی دم‌برهنه جنوبی
آرمادیلوی دم‌برهنه جنوبی (نام علمی: Cabassous unicinctus) نام یک گونه از سرده دم‌برهنه‌ها است.